# Eucithara marginelloides
Eucithara marginelloides é uma espécie de gastrópode do gênero Eucithara, pertencente à família Mangeliidae.